# Anschlussstelle Dülmen-Nord
Die Anschlussstelle Dülmen-Nord (auch Anschlussstelle 5 oder fälschlich Kreuz Dülmen-Nord) verbindet autobahnkreuzähnlich die A 43 Richtung Münster und Wuppertal mit der B 474 in Richtung Olfen und Coesfeld.

## Ausbauzustand
Die A 43 ist an der Anschlussstelle vierspurig ausgebaut.
Die B 474 ist aus Olfen kommend zwar zweispurig, wird jedoch durch ihre bauliche Trennung der beiden zu einer autobahnähnlichen Straße.
Weiter Richtung Coesfeld ist die B 474 (teilweise auch in diesem Bereich als B 474n bezeichnet) von hier aus als wechselseitig dreispurige Straße (2+1-System) ausgebaut. Dieser Abschnitt wurde am 29. September 2023 als Teil des Projektes B 67n für den Verkehr freigegeben. Er hat eine Länge von 3,1 km.

## Verkehrsaufkommen
| Von            | Nach           | Durchschnittliche tägliche Verkehrsstärke | Durchschnittliche tägliche Verkehrsstärke | Durchschnittliche tägliche Verkehrsstärke | Anteil Schwerlastverkehr | Anteil Schwerlastverkehr | Anteil Schwerlastverkehr |
| Von            | Nach           | 2005                                      | 2010                                      | 2015                                      | 2005                     | 2010                     | 2015                     |
| -------------- | -------------- | ----------------------------------------- | ----------------------------------------- | ----------------------------------------- | ------------------------ | ------------------------ | ------------------------ |
| AS Nottuln     | AS Dülmen-Nord | 45.900                                    | 45.000                                    | 51.800                                    | 12,8 %                   | 12,8 %                   | 8,8 %                    |
| AS Dülmen-Nord | AS Dülmen      | 44.900                                    | 46.500                                    | 50.500                                    | 12,6 %                   | 12,6 %                   | 11,2 %                   |

## Gewerbegebiet
Die Stadt Dülmen plant direkt an der Anschlussstelle ein 16 Hektar großes Gewerbegebiet von dem ca. 12 Hektar von der Stadt verkauft werden. Hier befindet sich auch der Automobilhersteller Wiesmann.